# Yūsaku Matsuda
Yūsaku Matsuda (松田 優作 Matsuda Yūsaku?,  Shimonoseki, 21 de septiembre de 1949 - Tokio, 6 de noviembre de 1989) fue un actor japonés, principalmente conocido por sus papeles en películas de acción y en series de televisión durante la década de 1970 y 1980. Su última aparición fue en la película Black Rain, de Ridley Scott, como el villano Satō. Es considerado uno de los actores más prominentes e importantes de Japón.

## Biografía

### Primeros años
Matsuda nació el 21 de septiembre de 1949 en Shimonoseki, de una relación extramatrimonial. Su padre era japonés, un oficial de libertad condicional (a quien nunca conoció), mientras que su madre, Kaneko Matsuda, era una zainichi coreana, originalmente de apellido Kim. Kaneko se había casado con un ciudadano japonés que murió durante la Segunda Guerra Mundial. Su madre registró erróneamente su año de nacimiento como 1950 en sus registros de nacimiento.
Creció y se educó en Shimonoseki, donde asistió a la Escuela Primaria Kanda y luego a la Escuela Preparatoria Bunyo, antes de ingresar a la Escuela Secundaria Shimonoseki. En 1967, mientras aún era un estudiante y, a instancias de su madre, fue enviado a vivir con su tía en la ciudad de Seaside, Estados Unidos, durante el período de un año. Allí, Matsuda asistió a la Escuela Secundaria Seaside. Sin embargo, era extremadamente infeliz en el país americano; sufría de desnutrición, era incapaz de hablar inglés y era víctima de discriminación, por lo que regresó a Japón. Debido a que temía enfrentar a su madre, Matsuda se hospedó con su hermano mayor en Tokio. En Tokio asistió a la Escuela Secundaria Hōnan como estudiante nocturno y se graduó en 1969. Después de graduarse, ingresó en una compañía de teatro llamada «Rokugatsu Gekijō», pero la abandonó en noviembre de 1969. En 1971, se unió a un grupo de teatro llamado «Club Marui», y en 1972 se unió a «Bungakuza». Conoció a su futura esposa, Michiko Kumamoto, en el Club Marui en mayo de 1971. En aquel momento Matsuda trabajaba como barman para subsistir.

### Carrera
Matsuda comenzó a actuar después de graduarse de la escuela secundaria, pasando por varias compañías de teatro antes de unirse al grupo de teatro Bungakuza casi al mismo tiempo que Kaori Momoi. Su carrera como actor de televisión comenzó en 1973 con un papel como oficial de policía en un drama detectivesco llamado Taiyō ni Hoero. Luego apareció en varias series de televisión y películas de acción durante los años setenta. Su papel más recordado en televisión fue en Tantei Monogatari, en el que actuó como un detective privado. En películas, era conocido por sus papeles como villanos, tal como el asesino Shōhei Narumi en la serie de películas Yūgi y el maestro del crimen Asakura en Yomigaeru kinrō.
En la década de 1980, queriendo ser visto como algo más que una estrella de acción, pasó de las películas de acción a una gama más amplia de papeles dramáticos. Realizó una dramática pérdida de peso para aparecer en la película Yajū shisubeshi en 1980. Al año siguiente, apareció en otra película de acción, Yokohama BJ Blues, donde también canto. En 1983, ganó el premio al mejor actor en la octava edición de los Hochi Film Awards por Tantei Monogatari y Kazoku Gēmu. En 1985, interpretó al personaje principal en la galardonada película Sorekara. En 1986, Matsuda dirigió A Homansu, después de que el director programado abandonará el proyecto debido a desacuerdos. Esta fue la única película que dirigió. Durante los años ochenta, también apareció en numerosos comerciales, como Gatsby Hair Products o Triangle Shochu. Además de actuar, desde finales de los años setenta hasta los años ochenta realizó una gira como cantante, publicando varios álbumes de música.
En 1989, a pesar de haber sido diagnosticado con cáncer de vejiga, Matsuda actuó como el villano Sato en el filme Black Rain, de Ridley Scott. Sus coprotagonistas fueron Michael Douglas, Andy García, Kate Capshaw y Ken Takakura, quienes elogiaron su profesionalismo y desempeño, a pesar del sufrimiento que padecía. Murió poco después, tras hacer una aparición final en un drama de televisión especial con Florence Griffith-Joyner, en el que se suponía que debía correr contra ella, pero no pudo hacerlo debido a su enfermedad.
Después de su muerte, su imagen continuó siendo utilizada en comerciales, tal como una campaña de 2000 para las navajas de afeitar Schick utilizando su imagen en Tantei Monogatari. Libros, películas, especiales de televisión y otros productos, como las maquetas de sus personajes más famosos, continuaron apareciendo mucho después de su muerte. En 1998, fue estrenada una película llamada Yomigaeru Yūsaku: Tantei Monogatari Tokubetsu-hen, que contiene dos episodios de Tantei Monogatari y material adicional. En 2009, su segunda esposa, Miyuki Matsuda, produjo una película a su memoria, Soul Red, la cual incluye fragmentos de sus películas y entrevistas con actores que trabajaron con él, tal como Andy García y sus dos hijos.

## Vida personal
Matsuda cambió su ciudadanía de coreana a japonesa mientras protagonizaba la serie de televisión Taiyō ni Hoero!, con la ayuda de Michiko, cuyo padre era miembro del partido Liberal Democrático y jefe de la entonces oficina de apoyo del Primer Ministro. En 1975, estuvo involucrado en dos peleas, primero con dos periodistas y luego con un estudiante que le atacó con una espada de kendo de madera al creer que estaba atacando a una mujer. El estudiante terminó en el hospital y Matsuda recibió una sentencia por asalto. Esto causó una gran interrupción en su carrera, y los estudios de cine y compañías de televisión se negaron a contratarlo.
Ese mismo año, contrajo matrimonio con Michiko y tuvo una hija. En 1979, Matsuda comenzó un romance con la actriz Miyuki Kumagai, en aquel entonces de diecisiete años, y con quien apareció en Tantei Monogatari. Esto causó su divorcio con Michiko en 1981, después de seis años de matrimonio. La pareja se casó tras el nacimiento de su primer hijo, Ryūhei, en 1983. A este lo seguirían dos hijos más; Shōta (nacido en 1985) y Yūki (nacida en 1988). Ryūhei y Shōta son actores, mientras que Yūki es cantante.
En 1988, a Matsuda le fue diagnosticado un cáncer de vejiga, justo antes de comenzar el rodaje de Black Rain. Matsuda rechazó someterse a quimioterapia, puesto que pensó que hacerlo afectaría su capacidad para actuar en la película. Durante el rodaje, orinaba sangre y para cuando este terminó en marzo de 1989, el cáncer se había extendido a su columna vertebral y pulmones, lo que lo hizo inoperable. El 7 de octubre de 1989, Matsuda fue hospitalizado. Un mes después de ser admitido, murió a las 6:45 p. m. del 6 de noviembre en un hospital de Tokio. Tenía cuarenta años. Fue enterrado en el cementerio de Nishitama, en Akiruno, Tokio. El director de Black Rain, Ridley Scott, desconocía la enfermedad de Matsuda y dedicó la película a su memoria. Después de su muerte, su primera esposa recordó una experiencia en la cual Matsuda había ignorado una infección en el oído hasta que requirió cirugía para prevenir una sordera, y escribió que sospechaba que Matsuda no se había dado cuenta de la gravedad de su enfermedad.

## Filmografía

### Películas
| Año  | Película                                          | Papel                      | Notas      |
| ---- | ------------------------------------------------- | -------------------------- | ---------- |
| 1973 | Ōkami no Monshō                                   | Haguro                     |            |
| 1974 | Tomodachi                                         | Komatsu                    |            |
| 1974 | Ryōma Ansatsu                                     | Yūta                       |            |
| 1974 | Abayo Dachi Kō                                    |                            |            |
| 1976 | Bōryoku kyōshitsu                                 |                            |            |
| 1976 | Hitogoroshi                                       |                            |            |
| 1977 | Ningen no Shōmei                                  | Detective Kōichirō Munesue |            |
| 1978 | Mottomo Kiken na Yūgi                             | Shōhei Narumi              |            |
| 1978 | Satsujin Yūgi                                     | Shōhei Narumi              |            |
| 1979 | Midare Karakuri                                   |                            |            |
| 1979 | Oretachi ni Haka wa Nai                           | Katsuo Shima               |            |
| 1979 | Yomigaeru kinrō                                   | Tetsuya Asakura            |            |
| 1979 | Shokei Yūgi                                       | Shōhei Narumi              |            |
| 1980 | Rape Hunter Nerawareta Onna                       |                            |            |
| 1980 | Bara no Hyōteki                                   | Hotel guest                |            |
| 1980 | Yajū shisubeshi                                   | Kunihiko Date              |            |
| 1981 | Yokohama BJ Blues                                 | BJ                         |            |
| 1981 | Kagerō-za                                         | Shungo Matsuzaki           |            |
| 1983 | Kazoku Gēmu                                       | Katsu Yoshimoto            |            |
| 1983 | Tantei Monogatari                                 | Shūichi Tsujiyama          |            |
| 1985 | Sorekara                                          | Daisuke Nagai              |            |
| 1986 | A Homansu                                         | Kaze                       |            |
| 1988 | Arashi ga Oka                                     | Onimaru                    |            |
| 1988 | Hana no ran                                       | Takeo Arishima             |            |
| 1989 | Black Rain                                        | Sato                       |            |
| 1998 | Yomigaeru Yūsaku: Tantei Monogatari Tokubetsu-hen | Shunsaku Kudō              |            |
| 2009 | Soul Red                                          |                            | Documental |

### Televisión
| Año       | Serie                        | Papel          | Notas                        |
| --------- | ---------------------------- | -------------- | ---------------------------- |
| 1973      | Taiyō ni Hoero!              | Jun Shibata    |                              |
| 1974      | Akai Meiro                   | Jun            |                              |
| 1975      | Oretachi no Kunshō           |                |                              |
| 1976      | Daitokai                     | Invitado       |                              |
| 1976      | Saraba Rōnin                 | Invitado       |                              |
| 1977–1978 | Daitokai Part II             | Isao Tokuyoshi |                              |
| 1978      | Daitsuisek                   | Invitado       |                              |
| 1979–1980 | Tantei Monogatari            | Shunsaku Kudō  |                              |
| 1982      | Haru ga Kita                 |                |                              |
| 1982      | Shi no Dangai                |                |                              |
| 1982      | Shin-Jiken Dr Stop           |                |                              |
| 1982      | Home Sweet Home              | Invitado       |                              |
| 1982–1983 | Anchan                       | Invitado       |                              |
| 1983      | Nettai ya                    |                |                              |
| 1983      | Dansen                       |                |                              |
| 1984      | Shin-Yumechiyo Nikki         |                |                              |
| 1984      | Onna Goroshi Abura no Jigoku |                |                              |
| 1986      | Ou Otoko                     |                |                              |
| 1988      | Sakurako wa Warau            |                |                              |
| 1989      | Kareinaru Tsuiseki           |                | Con Florence Griffith-Joyner |

### Videojuegos
| Año  | Juego                         | Papel       | Notas                                                        |
| ---- | ----------------------------- | ----------- | ------------------------------------------------------------ |
| 2002 | Onimusha 2: Samurai's Destiny | Jūbei Yagyū | La imagen de Matsuda se usó para la del personaje principal. |